# Rio Căprioara (Mureş)
O Rio Căprioara é um rio da Romênia, afluente do Mureş, localizado no distrito de Arad.